# Алабужев, Валерий Фёдорович
Вале́рий Фёдорович Ала́бужев (20 июня 1942 Куйбышев, РСФСР, СССР — 28 декабря 2001, Москва, Россия) — советский футболист-вратарь, мастер спорта СССР с 1965 года.

## Карьера
Воспитанник ФШМ Москва. Первым его профессиональным клубом стал «Авангард» из города Черновцы.
С 1962 по 1963 годы выступал в московском «Спартаке». Дебютировал за клуб 13 сентября 1962 года, в выездном матче против куйбышевских «Крыльев Советов», выйдя на замену Игорю Фролову сразу же после перерыва . Этот матч оказался единственным в том чемпионском сезоне. Во втором сезоне провёл 3 матча, в которых пропустил 2 мяча, также провёл один матче в Кубке страны, в котором пропустил 1 гол, всего же за «Спартак» провёл 5 матчей, в который пропустил 2 гола.
В 1964 году провёл один кубковый матч в «Крыльях Советов» из Куйбышева.
Сезон 1965 начал в «Арарате» из Еревана, с которым добился повышения в классе, но в Высшей лиге за ереванцев так и не сыграл, так как во время предсезонной подготовки ,в зале , сломал ключицу , долго лечился и выбыл  из основного  состава. С 1967 по 1971 играл в махачкалинском «Динамо».

## Достижения
«Спартак» Москва
Чемпион СССР: (1)
- 1962

 «Спартак» Москва
Серебряный призёр чемпионата СССР: (1)
- 1963

 «Спартак» Москва
Обладатель Кубка СССР: (1)
- 1963

 «Крылья Советов»
Финалист Кубка СССР: (1)
- 1964

 «Арарат»
Победитель второй группы «А»: (1) (выход в Высший дивизион)
- 1965